# Anzjoe-eilanden

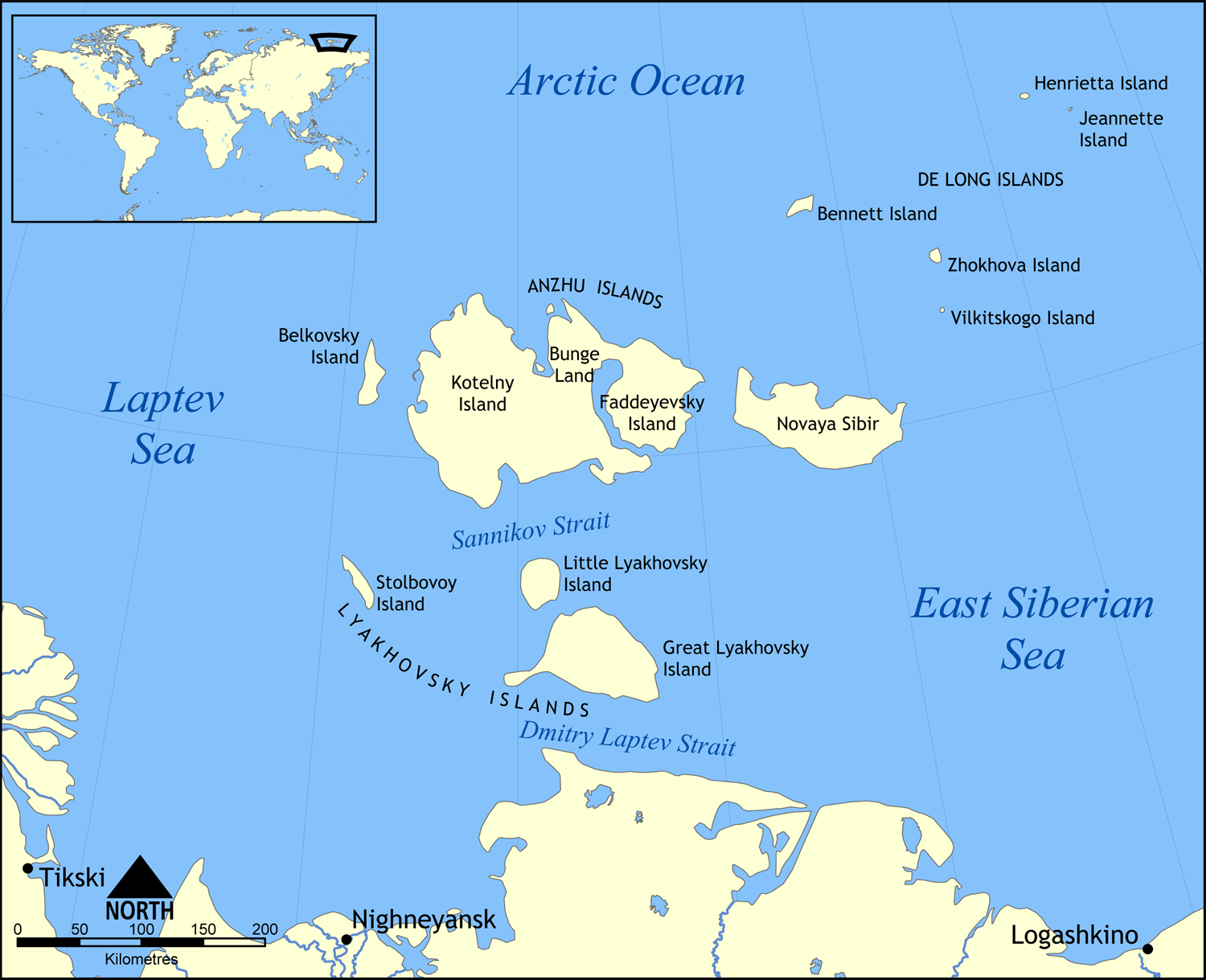
Detailkaart

De Anzjoe-eilanden (Russisch: Острова Анжу; Ostrova Anzjoe) zijn de grootste eilandengroep binnen de archipel van de Nieuw-Siberische Eilanden ten noorden van Jakoetië in Rusland. De groep omvat Kotelny, Bunge-land, Faddejevski, Nieuw-Siberië en Belkovski. De oppervlakte is ongeveer 29.000 km². De Anzjoe-eilanden zijn vernoemd naar de Russische ontdekkingsreiziger Pjotr Anzjoe.
Sannikovland (spookeiland)